# Mistrovství světa v ledním hokeji do 18 let 2000
Mistrovství světa v ledním hokeji do 18 let 2000 se konalo ve městech Kloten a Weinfelden ve Švýcarsku. Probíhalo mezi 14. a 24. dubnem 2000. Mistrovství světa se hrálo na stadionech Eishalle Schluefweg v Klotenu a Sportanlage Güttingersreuti v Weinfeldenu. Finsko porazilo ve finále Rusko 3:1, tím pádem získalo zlatou medaili, zatímco Švédsko v zápase o bronz porazilo Švýcarsko 7:1 a získalo bronzovou medaili.

## Elitní skupina

### Základní skupiny

#### Skupina A
| Pozice | Tým       | Z | V | P | R | GV | GI | B |
| ------ | --------- | - | - | - | - | -- | -- | - |
| 1.     | Švédsko   | 4 | 4 | 0 | 0 | 21 | 5  | 8 |
| 2.     | Švýcarsko | 4 | 3 | 1 | 1 | 18 | 12 | 6 |
| 3.     | Česko     | 4 | 2 | 2 | 0 | 15 | 12 | 4 |
| 4.     | Německo   | 4 | 0 | 3 | 1 | 8  | 15 | 1 |
| 5.     | Ukrajina  | 4 | 0 | 3 | 1 | 6  | 24 | 1 |

| 14. dubna 2000 | Česko | 5:3 | Německo |  |
|                | Česko |     | Německo |  |

| Souhrn zápasu | Souhrn zápasu | Souhrn zápasu | Souhrn zápasu | Souhrn zápasu |
| ------------- | ------------- | ------------- | ------------- | ------------- |
|               | {{{góly1}}}   |               | {{{góly2}}}   |               |

| 14. dubna 2000 | Švýcarsko | 2:8 | Švédsko |  |
|                | Švýcarsko |     | Švédsko |  |

| Souhrn zápasu | Souhrn zápasu | Souhrn zápasu | Souhrn zápasu | Souhrn zápasu |
| ------------- | ------------- | ------------- | ------------- | ------------- |
|               | {{{góly1}}}   |               | {{{góly2}}}   |               |

| 15. dubna 2000 | Německo | 0:3 | Švédsko |  |
|                | Německo |     | Švédsko |  |

| Souhrn zápasu | Souhrn zápasu | Souhrn zápasu | Souhrn zápasu | Souhrn zápasu |
| ------------- | ------------- | ------------- | ------------- | ------------- |
|               | {{{góly1}}}   |               | {{{góly2}}}   |               |

| 15. dubna 2000 | Švýcarsko | 10:1 | Ukrajina |  |
|                | Švýcarsko |      | Ukrajina |  |

| Souhrn zápasu | Souhrn zápasu | Souhrn zápasu | Souhrn zápasu | Souhrn zápasu |
| ------------- | ------------- | ------------- | ------------- | ------------- |
|               | {{{góly1}}}   |               | {{{góly2}}}   |               |

| 16. dubna 2000 | Ukrajina | 0:6 | Česko |  |
|                | Ukrajina |     | Česko |  |

| Souhrn zápasu | Souhrn zápasu | Souhrn zápasu | Souhrn zápasu | Souhrn zápasu |
| ------------- | ------------- | ------------- | ------------- | ------------- |
|               | {{{góly1}}}   |               | {{{góly2}}}   |               |

| 17. dubna 2000 | Švédsko | 6:2 | Česko |  |
|                | Švédsko |     | Česko |  |

| Souhrn zápasu | Souhrn zápasu | Souhrn zápasu | Souhrn zápasu | Souhrn zápasu |
| ------------- | ------------- | ------------- | ------------- | ------------- |
|               | {{{góly1}}}   |               | {{{góly2}}}   |               |

| 17. dubna 2000 | Německo | 1:3 | Švýcarsko |  |
|                | Německo |     | Švýcarsko |  |

| Souhrn zápasu | Souhrn zápasu | Souhrn zápasu | Souhrn zápasu | Souhrn zápasu |
| ------------- | ------------- | ------------- | ------------- | ------------- |
|               | {{{góly1}}}   |               | {{{góly2}}}   |               |

| 18. dubna 2000 | Ukrajina | 4:4 | Německo |  |
|                | Ukrajina |     | Německo |  |

| Souhrn zápasu | Souhrn zápasu | Souhrn zápasu | Souhrn zápasu | Souhrn zápasu |
| ------------- | ------------- | ------------- | ------------- | ------------- |
|               | {{{góly1}}}   |               | {{{góly2}}}   |               |

| 19. dubna 2000 | Švédsko | 4:1 | Ukrajina |  |
|                | Švédsko |     | Ukrajina |  |

| Souhrn zápasu | Souhrn zápasu | Souhrn zápasu | Souhrn zápasu | Souhrn zápasu |
| ------------- | ------------- | ------------- | ------------- | ------------- |
|               | {{{góly1}}}   |               | {{{góly2}}}   |               |

| 19. dubna 2000 | Česko | 2:3 | Švýcarsko |  |
|                | Česko |     | Švýcarsko |  |

| Souhrn zápasu | Souhrn zápasu | Souhrn zápasu | Souhrn zápasu | Souhrn zápasu |
| ------------- | ------------- | ------------- | ------------- | ------------- |
|               | {{{góly1}}}   |               | {{{góly2}}}   |               |

#### Skupina B
| Pozice | Tým       | Z | V | P | R | GV | GI | B |
| ------ | --------- | - | - | - | - | -- | -- | - |
| 1.     | Rusko     | 4 | 4 | 0 | 0 | 33 | 4  | 8 |
| 2.     | Finsko    | 4 | 3 | 1 | 1 | 19 | 9  | 6 |
| 3.     | Slovensko | 4 | 2 | 2 | 0 | 12 | 10 | 4 |
| 4.     | USA       | 4 | 1 | 3 | 1 | 13 | 13 | 2 |
| 5.     | Bělorusko | 4 | 0 | 4 | 0 | 4  | 45 | 0 |

| 14. dubna 2000 | Slovensko | 1:3 | Finsko |  |
|                | Slovensko |     | Finsko |  |

| Souhrn zápasu | Souhrn zápasu | Souhrn zápasu | Souhrn zápasu | Souhrn zápasu |
| ------------- | ------------- | ------------- | ------------- | ------------- |
|               | {{{góly1}}}   |               | {{{góly2}}}   |               |

| 14. dubna 2000 | Rusko | 5:1 | USA |  |
|                | Rusko |     | USA |  |

| Souhrn zápasu | Souhrn zápasu | Souhrn zápasu | Souhrn zápasu | Souhrn zápasu |
| ------------- | ------------- | ------------- | ------------- | ------------- |
|               | {{{góly1}}}   |               | {{{góly2}}}   |               |

| 15. dubna 2000 | Slovensko | 7:1 | Bělorusko |  |
|                | Slovensko |     | Bělorusko |  |

| Souhrn zápasu | Souhrn zápasu | Souhrn zápasu | Souhrn zápasu | Souhrn zápasu |
| ------------- | ------------- | ------------- | ------------- | ------------- |
|               | {{{góly1}}}   |               | {{{góly2}}}   |               |

| 15. dubna 2000 | USA | 2:3 | Finsko |  |
|                | USA |     | Finsko |  |

| Souhrn zápasu | Souhrn zápasu | Souhrn zápasu | Souhrn zápasu | Souhrn zápasu |
| ------------- | ------------- | ------------- | ------------- | ------------- |
|               | {{{góly1}}}   |               | {{{góly2}}}   |               |

| 16. dubna 2000 | Bělorusko | 1:18 | Rusko |  |
|                | Bělorusko |      | Rusko |  |

| Souhrn zápasu | Souhrn zápasu | Souhrn zápasu | Souhrn zápasu | Souhrn zápasu |
| ------------- | ------------- | ------------- | ------------- | ------------- |
|               | {{{góly1}}}   |               | {{{góly2}}}   |               |

| 17. dubna 2000 | USA | 1:4 | Slovensko |  |
|                | USA |     | Slovensko |  |

| Souhrn zápasu | Souhrn zápasu | Souhrn zápasu | Souhrn zápasu | Souhrn zápasu |
| ------------- | ------------- | ------------- | ------------- | ------------- |
|               | {{{góly1}}}   |               | {{{góly2}}}   |               |

| 17. dubna 2000 | Finsko | 2:5 | Rusko |  |
|                | Finsko |     | Rusko |  |

| Souhrn zápasu | Souhrn zápasu | Souhrn zápasu | Souhrn zápasu | Souhrn zápasu |
| ------------- | ------------- | ------------- | ------------- | ------------- |
|               | {{{góly1}}}   |               | {{{góly2}}}   |               |

| 18. dubna 2000 | Bělorusko | 1:9 | USA |  |
|                | Bělorusko |     | USA |  |

| Souhrn zápasu | Souhrn zápasu | Souhrn zápasu | Souhrn zápasu | Souhrn zápasu |
| ------------- | ------------- | ------------- | ------------- | ------------- |
|               | {{{góly1}}}   |               | {{{góly2}}}   |               |

| 19. dubna 2000 | Finsko | 11:1 | Bělorusko |  |
|                | Finsko |      | Bělorusko |  |

| Souhrn zápasu | Souhrn zápasu | Souhrn zápasu | Souhrn zápasu | Souhrn zápasu |
| ------------- | ------------- | ------------- | ------------- | ------------- |
|               | {{{góly1}}}   |               | {{{góly2}}}   |               |

| 19. dubna 2000 | Rusko | 5:0 | Slovensko |  |
|                | Rusko |     | Slovensko |  |

| Souhrn zápasu | Souhrn zápasu | Souhrn zápasu | Souhrn zápasu | Souhrn zápasu |
| ------------- | ------------- | ------------- | ------------- | ------------- |
|               | {{{góly1}}}   |               | {{{góly2}}}   |               |

### Skupina o udržení
| Pozice | Tým       | Z | V | P | R | GV | GI | B |
| ------ | --------- | - | - | - | - | -- | -- | - |
| 7.     | Německo   | 3 | 2 | 0 | 1 | 17 | 5  | 5 |
| 8.     | USA       | 3 | 2 | 1 | 0 | 16 | 4  | 4 |
| 9.     | Ukrajina  | 3 | 1 | 1 | 1 | 12 | 13 | 3 |
| 10.    | Bělorusko | 3 | 0 | 3 | 0 | 4  | 27 | 0 |

Poznámka: Zápasy  Ukrajina 4:4  Německo a  Bělorusko 1:9  USA se započítávaly ze základních skupin.
| 21. dubna 2000 | Německo | 10:0 | Bělorusko |  |
|                | Německo |      | Bělorusko |  |

| Souhrn zápasu | Souhrn zápasu | Souhrn zápasu | Souhrn zápasu | Souhrn zápasu |
| ------------- | ------------- | ------------- | ------------- | ------------- |
|               | {{{góly1}}}   |               | {{{góly2}}}   |               |

| 21. dubna 2000 | USA | 6:0 | Ukrajina |  |
|                | USA |     | Ukrajina |  |

| Souhrn zápasu | Souhrn zápasu | Souhrn zápasu | Souhrn zápasu | Souhrn zápasu |
| ------------- | ------------- | ------------- | ------------- | ------------- |
|               | {{{góly1}}}   |               | {{{góly2}}}   |               |

| 22. dubna 2000 | USA | 1:3 | Německo |  |
|                | USA |     | Německo |  |

| Souhrn zápasu | Souhrn zápasu | Souhrn zápasu | Souhrn zápasu | Souhrn zápasu |
| ------------- | ------------- | ------------- | ------------- | ------------- |
|               | {{{góly1}}}   |               | {{{góly2}}}   |               |

| 22. dubna 2000 | Bělorusko | 3:8 | Ukrajina |  |
|                | Bělorusko |     | Ukrajina |  |

| Souhrn zápasu | Souhrn zápasu | Souhrn zápasu | Souhrn zápasu | Souhrn zápasu |
| ------------- | ------------- | ------------- | ------------- | ------------- |
|               | {{{góly1}}}   |               | {{{góly2}}}   |               |

### Play off

#### Čtvrtfinále
| 21. duben 2000 | Švýcarsko | 3:0 | Slovensko | Eishalle Schluefweg, Kloten |
|                | Švýcarsko |     | Slovensko |                             |

| Souhrn zápasu | Souhrn zápasu | Souhrn zápasu | Souhrn zápasu | Souhrn zápasu |
| ------------- | ------------- | ------------- | ------------- | ------------- |
|               |               |               |               |               |

| 21. duben 2000 | Finsko | 3:0 | Česko | Eishalle Schluefweg, Kloten |
|                | Finsko |     | Česko |                             |

| Souhrn zápasu | Souhrn zápasu | Souhrn zápasu | Souhrn zápasu | Souhrn zápasu |
| ------------- | ------------- | ------------- | ------------- | ------------- |
|               |               |               |               |               |

#### Semifinále
| 22. duben 2000 | Švédsko | 2:4 | Finsko | Eishalle Schluefweg, Kloten |
|                | Švédsko |     | Finsko |                             |

| Souhrn zápasu | Souhrn zápasu | Souhrn zápasu | Souhrn zápasu | Souhrn zápasu |
| ------------- | ------------- | ------------- | ------------- | ------------- |
|               |               |               |               |               |

| 22. duben 2000 | Rusko | 4:1 | Švýcarsko | Eishalle Schluefweg, Kloten |
|                | Rusko |     | Švýcarsko |                             |

| Souhrn zápasu | Souhrn zápasu | Souhrn zápasu | Souhrn zápasu | Souhrn zápasu |
| ------------- | ------------- | ------------- | ------------- | ------------- |
|               |               |               |               |               |

#### O 5. místo
| 24. duben 2000 | Slovensko | 4:3 SN | Česko | Sportanlage Güttingersreuti, Weinfelden |
|                | Slovensko |        | Česko |                                         |

| Souhrn zápasu | Souhrn zápasu | Souhrn zápasu | Souhrn zápasu | Souhrn zápasu |
| ------------- | ------------- | ------------- | ------------- | ------------- |
|               |               |               |               |               |

#### O bronz
| 24. duben 2000 | Švédsko | 7:1 | Švýcarsko | Eishalle Schluefweg, Kloten |
|                | Švédsko |     | Švýcarsko |                             |

| Souhrn zápasu | Souhrn zápasu | Souhrn zápasu | Souhrn zápasu | Souhrn zápasu |
| ------------- | ------------- | ------------- | ------------- | ------------- |
|               |               |               |               | Diváků: 3 633 |

#### Finále
| 23. duben 2000 | Rusko | 1:3 | Finsko | Eishalle Schluefweg, Kloten |
|                | Rusko |     | Finsko |                             |

| Souhrn zápasu | Souhrn zápasu | Souhrn zápasu | Souhrn zápasu | Souhrn zápasu |
| ------------- | ------------- | ------------- | ------------- | ------------- |
|               |               |               |               | Diváků: 3 288 |

### Konečné pořadí
| Rk.              | Tým       |
| ---------------- | --------- |
| Zlatá medaile    | Finsko    |
| Stříbrná medaile | Rusko     |
| Bronzová medaile | Švédsko   |
| 4.               | Švýcarsko |
| 5.               | Slovensko |
| 6.               | Česko     |
| 7.               | Německo   |
| 8.               | USA       |
| 9.               | Ukrajina  |
| 10.              | Bělorusko |

 Bělorusko sestoupilo do 1. divize (do roku 2000 úroveň B) na Mistrovství světa v ledním hokeji do 18 let 2001.

### Soupisky
| Finsko – Semir Ben-Amor, Jaakko Hagelberg, Jarkko Immonen, Janne Jokila, Mikko Kankaanperä, Toni Koivisto, Mikko Koivu, Juho Kuronen, Matti Kuusisto, Teemu Laine, Kari Lehtonen, Tero Määttä, Tuukka Mäkelä, Olli Malmivaara, Toni Mustonen, Tuomas Pihlman, Joni Puurula, Tuomo Ruutu, Pekka Saarenheimo, Markus Seikola, Harri Suutarinen, Karri Takko · Trenér: Timo Tuomi |

| Rusko – Alexandr Frolov, Vladimir Gusev, Michail Jakubov, Igor Kňazev, Ilja Kovalčuk, Vladislav Lučkin, Andrej Medveděv, Sergej Mylnikov, Ilja Nikulin, Andren Sabolotněv, Ruslan Sajnullin, Igor Samojlov, Jegor Šastin, Alexander Selujanov, Ivan Sidorov, Alexej Smirnov, Sergei Soin, Alexandr Svitov, Jurij Trubačov, Arťom Černov, Anton Volčenkov, Pavel Vorobjov · Trenér: Andrej Pjatanov |

| Švédsko – Pelle Andersson, Johan Eneqvist, Tim Eriksson, Johan Hägglund, Magnus Hedlund, Per Helmersson, Daniel Hermansson, Niklas Holm, Michael Irani, Lars Jonsson, Andreas Jungbeck, Henrik Lundqvist, Joel Lundqvist, Jens Karlsson, Mattias Nilsson, Jonas Nordquist, Peter Öberg, Pontus Petterström, Martin Samuelsson, Jörgen Sundqvist, Niclas Wästlund, Daniel Widing · Trenér: Lars Lisspers |

## Úroveň B
Hrálo se v Rize a v Liepāji v Lotyšsku.

### Základní skupiny

#### Skupina A
| Tým         | Z | V | P | R | GV | GI | B |
| ----------- | - | - | - | - | -- | -- | - |
| 1. Japonsko | 3 | 2 | 0 | 1 | 9  | 5  | 5 |
| 2. Norsko   | 3 | 2 | 1 | 0 | 19 | 8  | 4 |
| 3. Itálie   | 3 | 1 | 1 | 1 | 9  | 15 | 3 |
| 4. Dánsko   | 3 | 0 | 3 | 0 | 8  | 17 | 0 |

#### Skupina B
| Tým         | Z | V | P | R | GV | GI | B |
| ----------- | - | - | - | - | -- | -- | - |
| 1. Rakousko | 3 | 2 | 0 | 1 | 14 | 8  | 5 |
| 2. Lotyšsko | 3 | 1 | 0 | 2 | 12 | 10 | 4 |
| 3. Polsko   | 3 | 1 | 1 | 1 | 13 | 13 | 3 |
| 4. Francie  | 3 | 0 | 3 | 0 | 8  | 16 | 0 |

### Finálová část

#### O postup
| Tým         | Z | V | P | R | GV | GI | B |
| ----------- | - | - | - | - | -- | -- | - |
| 1. Norsko   | 3 | 2 | 1 | 0 | 10 | 7  | 4 |
| 2. Rakousko | 3 | 1 | 1 | 1 | 10 | 8  | 3 |
| 3. Lotyšsko | 3 | 1 | 1 | 1 | 10 | 10 | 3 |
| 4. Japonsko | 3 | 1 | 2 | 0 | 7  | 12 | 2 |

 Norsko postoupilo mezi elitu na Mistrovství světa v ledním hokeji do 18 let 2001.

#### O udržení
| Tým        | Z | V | P | R | GV | GI | B |
| ---------- | - | - | - | - | -- | -- | - |
| 5. Dánsko  | 3 | 2 | 1 | 0 | 18 | 12 | 4 |
| 6. Itálie  | 3 | 2 | 1 | 0 | 11 | 8  | 4 |
| 7. Polsko  | 3 | 2 | 1 | 0 | 12 | 15 | 4 |
| 8. Francie | 3 | 0 | 3 | 0 | 8  | 14 | 0 |

Týmy  Polsko a  Francie sestoupily do světové 2. divize na Mistrovství světa v ledním hokeji do 18 let 2001 (od roku 2001 došlo k reorganizaci nižších soutěží).

## Evropa

### Divize 1
Hrálo se v Mariboru ve Slovinsku.

#### Základní skupiny

##### Skupina A
| Tým          | Z | V | R | P | GV | GI | B |
| ------------ | - | - | - | - | -- | -- | - |
| 1. Estonsko  | 3 | 3 | 0 | 0 | 21 | 7  | 6 |
| 2. Maďarsko  | 3 | 2 | 0 | 1 | 24 | 13 | 4 |
| 3. Litva     | 3 | 1 | 0 | 2 | 14 | 23 | 2 |
| 4. Španělsko | 3 | 0 | 0 | 3 | 12 | 28 | 0 |

##### Skupina B
| Tým               | Z | V | R | P | GV | GI | B |
| ----------------- | - | - | - | - | -- | -- | - |
| 1. Kazachstán     | 3 | 3 | 0 | 0 | 32 | 5  | 6 |
| 2. Slovinsko      | 3 | 2 | 0 | 1 | 21 | 9  | 4 |
| 3. Velká Británie | 3 | 1 | 0 | 2 | 10 | 18 | 2 |
| 4. Rumunsko       | 3 | 0 | 0 | 3 | 3  | 34 | 0 |

#### O umístění
- Estonsko 2 - 4  Kazachstán
- Maďarsko 0 - 13  Slovinsko
- Litva 4 - 5 SN  Velká Británie
- Španělsko 2 - 7  Rumunsko

 Kazachstán postoupil do 1. světové divize (do r. 2000 úroveň B). Týmy  Rumunsko a  Španělsko sestoupily do nově vzniklé světové 3. divize. Ze zbylých celků evropské 1. divize byla vytvořena světová 2. divize.

### Divize 2
Hrálo se v Sofii v Bulharsku.

#### Kvalifikace
- Island –  Irsko 13:2 a 12:3 v Reykjavíku na Islandu
- JAR –  Turecko 3:1 v Sofii v Bulharsku

Týmy  Island a  JAR postoupily do evropské 2. divize 2000.

#### Základní skupiny

##### Skupina A
| Tým            | Z | V | R | P | GV | GI | B |
| -------------- | - | - | - | - | -- | -- | - |
| 1. Chorvatsko  | 2 | 2 | 0 | 0 | 38 | 0  | 4 |
| 2. Bulharsko   | 2 | 1 | 0 | 1 | 3  | 20 | 2 |
| 3. Lucembursko | 2 | 0 | 0 | 2 | 2  | 23 | 0 |

##### Skupina B
| Tým           | Z | V | R | P | GV | GI | B |
| ------------- | - | - | - | - | -- | -- | - |
| 1. Jugoslávie | 2 | 2 | 0 | 0 | 13 | 10 | 4 |
| 2. Izrael     | 2 | 1 | 0 | 1 | 10 | 10 | 2 |
| 3. Island     | 2 | 0 | 0 | 2 | 6  | 9  | 0 |

##### Skupina C
| Tým           | Z | V | R | P | GV | GI | B |
| ------------- | - | - | - | - | -- | -- | - |
| 1. Nizozemsko | 2 | 2 | 0 | 0 | 12 | 3  | 4 |
| 2. Belgie     | 2 | 1 | 0 | 1 | 8  | 4  | 2 |
| 3. JAR        | 2 | 0 | 0 | 2 | 3  | 16 | 0 |

#### Finálová část

##### O postup
| Tým           | Z | V | R | P | GV | GI | B |
| ------------- | - | - | - | - | -- | -- | - |
| 1. Chorvatsko | 2 | 2 | 0 | 0 | 19 | 6  | 4 |
| 2. Nizozemsko | 2 | 1 | 0 | 1 | 10 | 9  | 2 |
| 3. Jugoslávie | 2 | 0 | 0 | 2 | 5  | 19 | 0 |

 Chorvatsko postoupilo do nově vzniklé 2. světové divize na Mistrovství světa v ledním hokeji do 18 let 2001.

##### O 4.–6. místo
| Tým          | Z | V | R | P | GV | GI | B |
| ------------ | - | - | - | - | -- | -- | - |
| 4. Belgie    | 2 | 2 | 0 | 0 | 13 | 3  | 4 |
| 5. Izrael    | 2 | 1 | 0 | 1 | 10 | 9  | 2 |
| 6. Bulharsko | 2 | 0 | 0 | 2 | 4  | 15 | 0 |

##### O 7.–9. místo
| Tým            | Z | V | R | P | GV | GI | B |
| -------------- | - | - | - | - | -- | -- | - |
| 7. JAR         | 2 | 1 | 1 | 0 | 6  | 4  | 3 |
| 8. Lucembursko | 2 | 1 | 0 | 1 | 9  | 8  | 2 |
| 9. Island      | 2 | 0 | 1 | 1 | 8  | 11 | 1 |

 Island sestoupil do kvalifikace o světovou 3. divizi hranou v roce 2001. Zbylé týmy 2. evropské divize vytvořily nově vzniklou 3. světovou divizi.

## Asie

### Divize 1
Hrálo se v Čchang-čchunu v ČLR.
| Tým              | Z | V | R | P | GV | GI | B |
| ---------------- | - | - | - | - | -- | -- | - |
| 1. Severní Korea | 3 | 3 | 0 | 0 | 16 | 3  | 6 |
| 2. Jižní Korea   | 3 | 2 | 0 | 1 | 15 | 7  | 4 |
| 3. Čína          | 3 | 1 | 0 | 2 | 13 | 9  | 2 |
| 4. Austrálie     | 3 | 0 | 0 | 3 | 2  | 27 | 0 |

 Severní Korea postoupila do 1. světové divize na Mistrovství světa v ledním hokeji do 18 let 2001. Od dalšího ročníku se první asijská divize stala nižší soutěží než 3. světová divize.

### Divize 2
Hrálo se v Bangkoku v Thajsku.
| Tým            | Z | V | R | P | GV | GI | B |
| -------------- | - | - | - | - | -- | -- | - |
| 1. Nový Zéland | 3 | 2 | 1 | 0 | 15 | 6  | 5 |
| 2. Tchaj-wan   | 3 | 2 | 1 | 0 | 12 | 6  | 5 |
| 3. Thajsko     | 3 | 0 | 1 | 2 | 7  | 14 | 1 |
| 4. Mongolsko   | 3 | 0 | 1 | 2 | 7  | 15 | 1 |

 Nový Zéland postoupil do asijské 1. divize na Mistrovství světa v ledním hokeji do 18 let 2001.